# Longosuchus
Longosuchus (лат., буквально: крокодил Лонга) — род вымерших травоядных архозавров из семейства стагонолепидид отряда этозавров, живших во времена верхнетриасовой эпохи (норийский век) на территории современных США и Марокко. Его длина составляла около 3 метров.  Включает единственный вид Longosuchus meadei.
Longosuchus meadei известен по нескольким экземплярам из Техаса. Структура единственного хорошо сохранившегося черепа (голотип TMM 31185-84B) после первоначального описания Савина в 1947 году была пересмотрена из-за появления нового материала других архозавров. В частности, впервые описаны и обсуждаются окостеневший орбитосфеноид и несколько структур, связанных с системой носослезного протока.